# Angels of Pain
«Angels of Pain» es el primer sencillo lanzado por la banda finlandesa Tarot de su cuarto álbum en estudio Stigmata. Fue lanzado el 24 de marzo de 1995.

## Canciones
1. «Angels of Pain»
2. «Iron Stars» (Live)
3. «I Don't Care Anymore» (versión de 1995)